# Club Atlético Los Andes
El Club Atlético Los Andes es un club del sur del Gran Buenos Aires. Fue fundado en Lomas de Zamora, Buenos Aires el 1 de enero de 1917. Disputaba la Primera Nacional, segunda división del fútbol argentino.
El club hacia de local en el Estadio Eduardo Gallardón. Disputó 6 temporadas en la máxima categoría, generalmente descendiendo una temporada después de haber ascendido o con campañas poco regulares.
Entre los jugadores más reconocidos que vistieron la camiseta de Los Andes se encuentran Juan Carlos "El Nene" Díaz, Casimiro Ávalos, Horacio Nicolás Cuellos, Jorge Ginarte, Hernán Díaz, Gilmar Villagrán, Esteban Fuertes, Adrián Czornomaz, Darío Sala, Ezequiel Maggiolo, Germán Denis, José Tiburcio Serrizuela, Clemente Rodríguez, Jonatan Maidana, Alfredo Obberti, Gabriel Lobos, Marcos Britez Ojeda, Héctor Atilio Franchoni y Marchetta (para muchos el máximo ídolo de la historia reciente del club) Walter Medina, entre otros.
El 1 de enero del 2017 el club festejó su centenario, pasando a engrosar la lista de los más de 110 clubes de fútbol que han superado en Argentina los 100 años de vida. El mismo se realizó el mismo día con una caravana desde la sede social de la avenida Hipólito Yrigoyen, pasando por la Plaza Libertad (lugar que fue su primer cancha), para finalizar con un festejo en el Estadio Eduardo Gallardón de Lomas de Zamora.

## Historia

### Fundación
El club se fundó el 1 de enero de 1917, después de la primera Asamblea realizada en la forrajería de los señores Jurjo y Cobiella, frente a la Lechería Gallardón. Oficializada la constitución del Club, se estipuló una cuota de $1 para los primeros socios o adherentes. La primera Comisión Directiva estuvo integrada por Eduardo Gallardón, Adolfo Langet (quien era capitán del equipo) y Marcos Panizzi. Los tres cumplían la doble finalidad de directivos y deportistas.
De esa primera Comisión Directiva surgieron las primeras autoridades. Langet fue presidente solo durante 22 días, porque renunció alegando motivos laborales. En una nota dirigida a don Eduardo Gallardón, el 22 de enero de 1917 explicaba: "(...) También te diré que me es imposible continuar siendo presidente del Los Andes Foot-ball Club (...) pues tengo que trabajar a la mañana y a la tarde, pero no por eso los voy a olvidar, lo mismo me pasa con la revista y los artículos, porque entre ir al escritorio y al colegio se me pasa el tiempo que es un gusto".
Los primeros colores de la camiseta surgieron de José Gogenola, protagonista de los primeros picados contra el Racing Club de Avellaneda. La camiseta era de color celeste con una amplia banda blanca horizontal. Otras fuentes también refieren que el equipo vistió una camiseta amarilla con un globo en la parte izquierda, que identificaba el primer sello del Club.
En 1921, se adoptaron los colores rojo y blanco a rayas verticales, gracias a los cuales se apodaría al equipo como "el de las mil rayitas". Esta camiseta fue diseñada por don Eduardo Gallardón, quien en un reportaje del Diario La Prensa en 1971 comentaba: "Al comienzo de siglo, Sportivo Barracas era el único club que tenía en los colores de su camiseta bandas verticales angostas, azules y blancas. Me gustaron y cuando llegó el momento de buscar una para Los Andes, imité la característica pero con colores rojos y blancos. ¿Por qué rojo? En razón de que Banfield, de la misma zona, tenía ya el verde y Temperley el celeste...".
El primer partido ante otro rival se disputó el 31 de julio de 1916, pero resultó una categórica derrota frente al club Fomentos Peligrosos por 5 a 2. El histórico plantel estuvo integrado por Diego Urioste; Amoroso y Antonio Tagliani; Crespo, Aboitiz y Eduardo Gallardón; Alberto Gallardón, Federico Galán, José Gogenola, E. A. Langet y Marcos Panizzi. Sin embargo, allí mismo apalabraron a algunos de los jugadores adversarios, que luego pasarían a defender los colores de Los Andes. Entre ellos estaban Laureano González y Montovan (notables back de aquellos potreros), Juan Benci, Julio Ricagno, Julio Regacci y Carlos Titonell.
Ya conformado el nuevo equipo, se realizaron varios amistosos con los clubes Adelante Yrigoyen (3-0, goles de Langet 2 y Panizzi) Yrigoyen-Luna, El Combate, Escuela 26 y Hércules, entre otros, donde Los Andes consolidó sus pretensiones.
La primera cancha estaba situada aproximadamente en la manzana comprendida por las calles Lamadrid, Pedernera, Viamonte y Arenales, ya que en aquellos tiempos todo era un inmenso baldío. Allí levantaron una casilla precaria con los cajones de embalaje de los autos de marca Buick. Esta primera casilla o vestuario fue adquirido gracias a 150 pesos donados por Pedro Gallardón. El terreno fue alquilado con el dinero de los propios jugadores, con préstamos extraordinarios y con la venta de rifas y kermeses.

### 1920-1930: la afiliación y los primeros pasos
Los Andes se afilió el 22 de febrero de 1922 a la Asociación Argentina de Football, que luego de fusionarse con la Asociación Amateurs de Football en 1926 conformó la Asociación Amateurs Argentina de Football.

#### Ascenso a Intermedia
Ese mismo año compitió en Segunda División obtuvo el ascenso a División Intermedia de la Asociación Argentina de Football por su ubicación privilegiada en su zona, luego de la victoria 2 a 1 ante el Club A. Moreno, de Puente Alsina. Los goles milrayitas fueron convertidos por Spink y Sabino Tito.
Los Andes tuvo su segundo estadio en Matheu y Arenales de Lomas de Zamora, el primero estaba ubicado en la manzana delimitada por las calles Pueyrredón, Lamadrid, Viamonte y Pedernera, en el lado este del partido. Así lo contaba don Eduardo Gallardón:

"Teníamos alma de nómadas. Por supuesto, que por las circunstancias. Si ahora es difícil, no le digo de las dificultades de antes. La diferencia estaba en que no sé si por el tiempo o por las condiciones de vida, había mucho amor; afiebrado amor por lo que se hacía. Después de la calle, nuestra gran alegría al conseguir un potrero que lo hicimos cancha en Lamadrid - Viamonte - Pedernera - Pueyrredón, una manzana en Lomas Este. Allí montamos la casilla, y al cabo de un tiempo le alquilamos una cancha a un inglés en Matheu y Arenales, y tenía entrada por Arenales, hasta donde trasladamos la casilla."
Eduardo Gallardón

De esta mudanza comenzaría la rivalidad con Banfield, ya que la cancha alquilada por Los Andes, situada en Arenales y Matheu, quedaba a solo tres cuadras de la de Banfield, ubicada en Arenales y Peña.
En 1925 el club compró el terreno de la manzana comprendida entre las calles Díaz Vélez, Olazábal, Gorriti, y Loria (a estas dos últimas daban sus espaldas los arcos) y levantó la nueva cancha.

#### Regreso a la tercera categoría
En febrero de 1927, luego de unificado el football porteño, la Asociación constituyó la nueva Primera División B con algunos equipos de Primera Division, por lo que removió a la División Intermedia a la tercera categoría.{{refn|«Memoria y Balance General 1927». Biblioteca del Fútbol Argentino. p. 14. En su regreso a la tercera categoría, Los Andes logró clasificarse al heptagonal por el ascenso, pero no lograría ser campeón. En los siguientes torneos su rendimiento decayó, quedando lejos de la pelea por el ascenso.
El 26 de abril de 1931 fue inaugurado el nuevo campo de deportes, ubicado en Laprida al 1200 (actual Plaza Libertad). Para la época era un estadio coqueto con palcos de madera y vestuarios. El principal material utilizado para la construcción era la madera de las cajas utilizadas para embalar automóviles, que, según Eduardo Gallardón, era fuerte, noble y barata.
Se realizaron grandes festejos para la inauguración, con suelta de palomas, pruebas de carreras pedestres de 100, 1000 y 4000 metros y postas de 4 por 100. También se realizó un encuentro de básquet entre Los Andes y Lomas Alumni, en el que el Milrayitas se impuso por 28 tantos contra 13. La fiesta se cerró con dos encuentros amistosos entre el dueño de casa y el Nacional de Adrogué. En el encuentro principal Los Andes se impuso por 1 a 0, con un gol convertido por Villén a los 35 minutos del segundo tiempo.
Las formaciones de Los Andes fueron las siguientes:
Intermedia: Bordoli, Varela y Cheli; Peña, Seijo y Brandoni; C. Mora, Villén, Gallezi, Maclosky y C. Rodríguez.
Reserva: Scalizi; Burisi y Bedoya; Vega, Moro y Giardino; Ferreyra, Salvatore, Villén, Davico y Palamara.
Básquet: A. Frers, C. Frers, F. Caimari, A. Bastín y S. Berreta.
"Una simpática institución que hace honor al deporte local, el C.A. Los Andes, inaugurará mañana su nuevo campo de deportes. Sin otra ayuda que la consecuencia y el empeño de sus dirigentes y el entusiasmo y tesón de sus asociados, la batalladora entidad, luego de muchos esfuerzos y sinsabores, ha conseguido realizar una de sus más caras aspiraciones, como era poseer un campo de deportes donde desplegar sus actividades deportivas."
En el momento de la inauguración don Eduardo se encontraba lejos de Lomas por lo que De Grazia le comentó lo acontecido en la siguiente carta:

Bs.As., 28/4/31

Estimado Eduardo:
Hubiera sido completa nuestra satisfacción si hubieras estado el domingo pasado para que hubieras también gozado del hermoso espectáculo que ha ofrecido el Club Atlético "Los Andes".
Una concurrencia compacta bordeó el field, se calculó entre 1.500 y 2.000 personas, predominando el elemento femenino que fácilmente alcanzarían a 400, pues con los atletas del C.A. Lomas Alumni han venido numerosísimas familias.
Adjunto te envío recortes de "La Unión" y de "La Prensa" para que te enteres de los resultados.
También jugó la reserva con Nacional Intermedia y perdimos 1 a 0, la intermedia dominó a Nacional 1ª. Y ganamos por 1 a 0.
Manuel Varela jugó de backs, haciéndolo apenas regular, muy bien Tafuyo, Seijo, Peña y en los fowards Maclosky. Ferreyra no jugó por estar enfermo.
Hemos repartido infinidad de invitaciones, no hemos cobrado a ninguno de los de Nacional, del Lomas Alumni, del Círculo Colombófilo y hemos invitado a entrar a muchísimos y solo hemos fijado entradas a 0.50 y hemos recaudado 116 pesos y han ingresado unos 30 socios nuevos.
Hemos tenido un déficit de $ 30.- pues invitamos a los de Nacional y a los nuestros, Intermedia y 2ª. Reserva, total unos 45 a 50 personas a un lunch en lo de Benito, dimos 5 medallas de plata a los ganadores de las pruebas.
El partido fue por una copa donada por Piccardo.
Chau, y nada más por hoy. Saludos a Cunghi y vos recibes los afectos de tu amigo.

J. De Grazia
(crónica de Los Principios)

Este campo de deportes fue alquilado a nombre de don Eduardo Gallardón y Juan De Grazia, por no tener el club personería jurídica.

#### Regreso a segunda categoría
Con el avance del profesionalismo, muchos clubes amateurs comenzaron a abandonar los torneos oficiales de la Asociación Argentina, algunos clubes llegaron a desafiliarse, abandonar el deporte, hasta disolverse, durante la década de 1930 o posteriormente. Los Andes fue de los pocos clubes de la División Intermedia que continuaría disputando los campeonatos ininterrumpidamente. Luego de disputar sin éxito los último torneos de Intermedia, en 1933 resultó promovido a la nueva Segunda División, certamen creado en reemplazo de la Primera División B, que había sido eliminada junto a División Intermedia y a la antigua Segunda División.
En 1934 logró su mejor campaña en el amateurismo, donde logró clasificarse a la final de Segunda División, luego de imponerse de forma invicta en su zona. El 18 de noviembre se enfrentó en la final a Bella Vista, cayendo por 3 a 0.

### 1931-1938: la máquina del sur y el primer campeonato profesional
Luego de la fusión de la Liga Argentina y la Asociación Argentina en 1934, por resolución, los clubes amateurs debieron bajar una categoría y los ascensos y descensos estuvieron suprimidos por al menos dos años; de modo que Los Andes debió retornar a la tercera categoría, debiendo comenzar la era profesional en Tercera División. Tras campañas mediocres en 1935 y 1936 y perder la final ante Acassuso en 1937, el único objetivo del club era volver a la segunda categoría del fútbol argentino. Para eso, se armó de la mejor manera y a la base del subcampeón le agregó elementos con pasado en Primera, tales los casos de: García, Frers, Edwards, Da Graca y Ríos.
La campaña fue extraordinaria. Sobre 15 partidos jugados, fueron 14 victorias y 1 sola derrota. Hubo varias goleadas increíbles: 7 a 0 a Progresista, 8 a 1 a Central Argentino, 9 a 3 a Nueva Chicago y 7 a 1 a Ramsar. La única caída, 2 a 0 visitando a Justo José de Urquiza, se produjo en la penúltima fecha cuando el título ya estaba asegurado. Con 28 puntos sobre 30 posibles (93,33%), es el equipo más efectivo en la historia del club. La figura estelar fue Manuel Da Graca, considerado para muchos el primer gran ídolo del club.

### 1939-1959: la construcción del Gallardón
En el año 1940, se dio inicio a la construcción del Estadio Eduardo Gallardón, aunque sería originalmente denominado como: Estadio de Los Andes o Estadio Albirrojo. El estadio tenía una tribuna de cemento de 16 escalones, a la que posteriormente se le agregaron en la parte central otros 16 para construirse las plateas.
El 7 de diciembre de 1957, Los Andes se consagró campeón de la segunda división de ascenso al finalizar el campeonato, aunque se había asegurado el puesto en la penúltima fecha, y volvió a la Primera B (a tres años del descenso). El empate contra Acassuso en un tanto, en el Estadio de Los Andes, fue la excusa para la celebración del título y su consiguiente vuelta olímpica. Disputó el torneo hasta último momento contra Defensores de Belgrano y Barracas Central, que fueron los equipos que lo escoltaron y que junto al equipo de Lomas de Zamora sacaron marcadas diferencias sobre el resto de los equipos.
Bajo la dirección técnica de Armando Vázquez, el Milrayitas armó un buen conjunto, en el que defensa y ataque conformaron un bloque sólido y combinó jóvenes promesas con experimentados jugadores. El capitán del equipo fue el zaguero Perfecto Seijo, que tuvo asistencia perfecta disputando todos los partidos del torneo, y el goleador fue Ángel Del Moro con 19 tantos, seguido de Francisco Ricagno con 17 goles. El resto de los jugadores que conformaron este rico plantel fueron: José Borgatello, Roberto Riendzus, Héctor Abril, Lucas Soldo, Servando Llera, Antonio Barta, Walter Marrone, Agustín de la O, Julio Zavatto, Orlando Pellegrino, Norberto Bazzano, Héctor Collins, Luis Landi, Manuel Araujo y Alfredo Benavídez.

### 1960-1967: el primer ascenso a Primera División
En 1960 se logró el pico más alto de la historia del club: el ascenso a Primera División, que se obtuvo frente a Talleres de Remedios de Escalada por 2 a 1 con goles de Migone a los 33 minutos del primer tiempo y de Baiocco a los 25 minutos del complemento.
Ese plantel estuvo integrado por: León Goldbaum, Ramón R. Salas, Héctor O. Abril, José R. Giaimo, Rodolfo O. Romero, Osvaldo J. Diez, Dardo D. Migone, Ángel R. Reynoso, Urbe J. Farías, Miguel A. Baiocco, Héctor W. Pedutto, Norberto E. Figueroa. Jugaron También Rodríguez, Del Felice, Capelo y Koladjian. El director técnico era José O. Curti y el preparador físico Rufino Ojeda.
Luego de aquella histórica primera incursión en la máxima categoría del fútbol argentino, se produjo un defasaje que no pudo superarse hasta 1967. La vuelta al fútbol grande fue dramática. Los viejos hinchas del "Milra" nunca olvidaran la angustiante clasificación de ese año.
Abel Da Graca, hijo de Manuel y padre de Hernan, fue el héroe de aquel equipo, siendo el máximo artillero y asistente de ese año. El equipo de 1967 tenía a Barbosa, Cardacci, Bulgeroni, Pallares, Verteiko, Gianella, Scianda, Pereyra, Zárate, Abel Da Graca y Cobian, Jim Lópes fue el director técnico.

### 1968-1971: las mejores campañas en Primera División
Ya de vuelta en Primera durante 1968, Los Andes obtuvo grandes triunfos. El más recordado es un 3 a 1 frente a River en el Monumental, donde se impuso con 2 goles de Obberti y uno del polaco Liway: el DT era Don Ángel Tulio Zof.
Aquel partido fue televisado y los seis primeros de cada zona clasificaban para el Campeonato Nacional. Finalmente el objetivo se logró en Lomas, tras un empate 1-1 con gol de Obberti, de penal, convertido nada menos que a Amadeo Carrizo. Ese año Obberti fue el goleador del torneo con 13 tantos.
1968 seguramente fue el año más importante en la historia futbolística de Los Andes, dado que se clasificó sexto en la zona "A" y logró el derecho a participar en el Campeonato Nacional, relegando a Chacarita.
Durante el siguiente año el equipo se mantuvo en Primera gracias a las muy buenas actuaciones en los re-clasificatorios, pero en 1971 se produjo el descenso. En ese torneo se dieron algunos resultados muy positivos, aunque insuficientes para mantener la categoría. Durante el desarrollo de la primera rueda Los Andes, no tuvo muchos problemas en la tabla general, al terminar cuarto.
El equipo lomense logró victorias importantes ante Boca Juniors en Lomas, Independiente, San Lorenzo y Huracán. También logró empatar con Racing, que por esos tiempos vivía su época más gloriosa.
El último partido, el del descenso, fue en el estadio de Atlanta, y la derrota por 3 a 0 ante los Bohemios marcó el fin de la segunda incursión en Primera.

## Campañas recientes

### Campañas en los 80
Los Andes tuvo campañas entre buenas, muy buenas y aceptables en el ascenso argentino en el primer lustro de la década del 80´, con planteles que practicaron un fútbol vistoso y entretenido, siempre fue animador de los torneos hasta las instancias definitorias cuando por una u otra razón se quedaba sin chances de ascender. Se destacan especialmente el Campeonato de Primera División B 1983 y el de 1986. En el primero de los nombrados perdió la final del Octogonal por el segundo ascenso ante Chacarita Juniors en dos partidos (0-2 y 3-3), el segundo con serios incidentes en las tribunas; ese torneo lo obtuvo Atlanta. En la otra instancia señalada, cayó en semifinales del reducido ante Huracán (0-1 y 1-3) en un ascenso que obtuvo el Sportivo Italiano. No obstante, por haberse colocado entre los ocho primeros, Los Andes obtuvo la clasificación al nuevo Torneo Nacional "B" que iba a comenzar en agosto de 1986. También se recuerdan las campañas de 1981 (ascendieron Chicago y Quilmes) y 1985 (cayó en cuartos de final con Quilmes, ascendieron Rosario Central y Racing). En la segunda mitad de los 80, Los Andes participaría en los torneos del Nacional "B" sin mayor figuración, circunstancia que lo llevó al descenso a la Primera "B" Metropolitana en la temporada 1989-1990 (en la que ascendieron Huracán y Lanús).

### Final del 92
Los Andes llegó a disputar una final por el ascenso a la B Nacional en 1992. Jugando contra Ituzaingó en el antiguo Estadio de Independiente, ante una multitud de hinchas de Lomas, Los Andes perdió la final por penales contra El Verde.

### Ascenso al Nacional del 94
Dos temporadas más tarde, el Milrayitas llegaría a disputar la final por el ascenso a la B Nacional en 1994, frente al Club Deportivo Armenio.
La final del torneo reducido 1993-1994 de la Primera B arrancó en el Gallardón el 26 de junio de 1994. Los Andes tenía su justa revancha después de dos años. Aquella tarde el público local ocupó la tribuna Horacio Palacios, como ocurre en la actualidad. El equipo de Hugo Zerr venía de eliminar a Defensa y Justicia en la primera fase y al mismísimo Tigre, campeón del torneo Clausura, en Victoria y por penales, en un partido para el infarto.
Armenio, que era filial de San Lorenzo, contaba con jugadores reconocidos en el fútbol de ascenso y luego algunos en Primera División, como Hugo Smaldone, Alex Rodríguez, Rubén Forestello, Carlos Bangert y los tres González, Eduardo, Javier y Adrián (los dos últimos jugaron en el Milrayitas), entre otros. Mientras que Los Andes tenía a Villagrán, Rubén Córdoba, Héctor González, Esteban Fuertes y Orlando Romero, entre otros.
El planteo de ambos equipos fue cauteloso en el primer período y se estudiaron bastante. Pero Hugo Zerr, sacó el as de la manga a los siete minutos del complemento y lo envió a la cancha: Gilmar Gilberto Villagrán. Tan solo pasaron ocho minutos de su ingreso para que convirtiera un gol, tras toque de Esteban Fuertes en un tiro libre y definiera el primer chico.
Una semana después, se disputó la final en Lanús, donde Armenio fue local. Los Andes no dejó acomodar ni al rival, ni al público. Quince segundos bastaron para que Hernán Da Graca, convirtiera y desnivelara para el Milrayitas. 
A los 31´, Alex Rodríguez convirtió la igualdad, pero Armenio no pudo cambiar la historia. Fue empate, hubo vuelta olímpica para Los Andes y regresó a la B Nacional.

### Ascenso a Primera del 2000
Ya consolidado en la categoría, el conjunto de Lomas de Zamora tuvo la difícil tarea de poder salvarse de los puesto de descenso, con Jorge Ginarte como DT y un plantel de jugadores, entre ellos Gabriel Lobos y Darío Sala. Los Andes no solo logró salvarse del descenso, sino que logró ganar la final por el segundo Ascenso a Primera División venciendo a Quilmes en el Gallardón, 2 a 0, y empatando 1 a 1 en el Estadio Centenario. De esa forma Los Andes regresó a la máxima categoría el 16 de julio del 2000.
El torneo fue dividido en dos zonas, el equipo de Ginarte competiría en la zona metropolitana con otros equipos importantes como Deportivo Español, Huracán, Platense, Nueva Chicago, All Boys e incluso Banfield y Temperley, clásicos rivales de Los Andes.
Los Andes terminó el Campeonato de la Primera B Nacional 1999/2000 en tercer puesto con 63 puntos, en la zona metropolitana, a solo un punto del campeón Huracán. El equipo de Lomas de Zamora jugaría un reducido por el segundo ascenso a la máxima categoría, con Independiente Rivadavia, Almagro y Banfield como rivales. Los Andes logró avanzar a la final del reducido, para terminar jugando contra el Quilmes.
Junto a Los Andes también ascendieron, Huracán (campeón) y Almagro (ganando la promoción a Instituto de Córdoba. En el torneo también descendió a la B Metropolitana, Temperley.
De esa histórica campaña es remarcable el haber logrado el ascenso habiendo estado muy comprometido con el descenso (el plantel se armó para salvarse), perdiendo solo 3 partidos de 34, y siendo el mejor equipo de la categoría. También el que los Andes logró ganarle 2 a 0 al clásico rival de toda la vida, Banfield en la semifinal del reducido, dejándolo en la B Nacional. Curiosamente aquel partido jugado el 1 de julio de 2000 fue la última vez que se enfrentaron ambos equipos en este recordado clásico.
La formación del equipo que jugó la mayoría de los partidos fue la siguiente:
| Alineación: - Darío Sala - Gabriel Lobos - Fabio Pieters - Germán Noce - Gabriel Nasta - Marcelo Moya - Enrique Romero - Luís Dario Pérez - Andrés Bressán - Gabriel Caiafa - Felipe Desagastizábal - Rubén Ferrer - Mauricio Levato - Adrián Dezotti - Juan Arce - Mario Vera - DT: Jorge Ginarte |  | Ascenso 2000 Sala Bressan Nasta Lobos Noce Pieters Levato Arce Romero Desagastizabal Ferrer |
| Ascenso 2000 Sala Bressan Nasta Lobos Noce Pieters Levato Arce Romero Desagastizabal Ferrer |  |                                                                                             |

Con la vuelta de Los Andes en la Primera División, el club sufrió una mala campaña, muy comprometido en el promedio, terminando penúltimo en la tabla del Torneo Apertura 2000, y con la renuncia de Ginarte, pese a una destacada victoria ante Racing en el Cilindro por 2 a 1.
Los Andes arrancaría bien el campeonato con 5 partidos sin perder, 3 empates contra Newell's, Belgrano, Almagro, y dos triunfos contra Racing y Huracán. Pero después de una dura derrota de 6 a 0 contra Lanús, Los Andes empezó una mala racha de 7 derrotas consecutivas, volviendo a ganar en la jornada número 13 contra Estudiantes (LP), siendo ese partido el último que ganaría hasta la finalización del torneo. Los Andes terminó en el puesto 19, con 12 puntos y la valla más vencida con 46 goles en contra.
En el Torneo Clausura 2001 Los Andes no logró salvarse y terminó descendiendo, volviendo a la B Nacional pese a haber tenido una mejora del campeonato anterior con la dirección técnica de Miguel Ángel Russo, y con un plantel con mucho recambio, entre ellos el debut de Germán Denis. El "Milrayitas" terminaría el campeonato con 18 puntos.
Las victorias de Los Andes en ese torneo fueron un 2 a 1 contra Lanús, 4 a 2 a Vélez, 4 a 1 a Talleres (C), y 1 a 0 contra Chacarita Juniors.
El último partido de Los Andes fue contra Gimnasia (LP) en un triunfo por 3 a 2, partido que fue suspendido por incidentes en la tribuna "Milrayitas". Cabe señalar que Los Andes en ese torneo fue sancionado con una quita de 3 puntos por antecedentes de violencia.
Los partidos fueron transmitidos por Fútbol de Primera.

### La vuelta a la B Metropolitana
El club sufriría otro descenso tras regresar en el 2004 a la Primera B. En dicha categoría Los Andes volvería a disputar el clásico con Temperley, ganando el "Milrayitas" en el Gallardón 2 a 1 con goles de Pablo González y Jonatan Maidana. El equipo de Lomas terminaría haciendo una aceptable campaña.
En el año 2006 Los Andes jugó un amistoso en Lomas contra el club colombiano Independiente Santa Fe, donde el conjunto local salió victorioso en un agónico triunfo por 3 a 2. 
Por motivo de los 90 años de vida del club, en el 2007 Los Andes disputó un amistoso contra Independiente. En ese mismo partido se inauguró la tribuna Cabecera Sur.

### Ascenso al Nacional 2008
Tras varios años en la Primera B Metropolitana, Los Andes lograría un nuevo ascenso en el 2008. Sería un año especial para el club de Lomas de Zamora, con su regreso a la Primera B Nacional. Con una notable participación en el Campeonato de Primera B 2007-2008.  Los Andes hace una gran campaña, cosechando 64 puntos y clasifica al Reducido para el segundo ascenso, debido al que el campeón ya ascendido de manera directa había sido All Boys.
En los cuartos de final, Los Andes logra vencer a Comunicaciones por 3 a 1 en Lomas, pasando a semifinales donde enfrentaría al Deportivo Armenio. En ese partido el "Milrayitas" empata de visitante 0 a 0 y vence 1-0 de local con gol de Jonathan Tridente, y logra pasar a la final del reducido.
La final se disputó entre Los Andes y Sportivo Italiano, el primer partido de ida termina siendo un empate 1 a 1 en el Eduardo Gallardón y con ventaja deportiva para el conjunto del "Tano".
El 16 de junio ambos equipos se vuelven a ver para disputar la vuelta de la serie, esta vez Sportivo Italiano siendo local en el República de Italia. En ese estadio Los Andes vence por 1 a 0 al "Tano" y accede a disputar la promoción para el segundo ascenso a la Primera B Nacional. Los Andes logra el Ascenso al vencer en la promoción a Nueva Chicago, tanto 1 a 0 en la ida en el Gallardón y 2 a 0 en la vuelta en el Estadio Diego Armando Maradona.
El Milrayitas retorna a la Primera B Nacional de la mano del DT Rodolfo Della Picca después de 4 años en la tercera categoría del fútbol argentino. Como figuras del equipo se destacaron: Marcos Britez Ojeda que posteriormente sería vendido a Racing, Jonathan Tridente, Leonardo Luppino, Gonzalo Bustamante, Carlos Yaqué, Gustavo Ruiz Díaz, Darío Ruíz, Leonardo Aguirre, Rodrigo Díaz, Mariano Sardi, entre otros.

### Descenso del 2009 y las últimas campañas en la Metro
La campaña de Los Andes en su retorno a la B Nacional dejó mucho que desear, terminando 16.º en la tabla y peleando el descenso. En el 2009 Los Andes vuelve a caer de categoría al perder la promoción con Deportivo Merlo, perdiendo 1 a 0 tanto en la ida como en el partido de vuelta. De esa forma retorna a la Primera B.
En la misma temporada, Los Andes disputaría un amistoso a puertas abiertas frente a la selección de Trinidad y Tobago en el Estadio Eduardo Gallardón. Pese a que el partido no significaba nada más que un compromiso formal con un seleccionado, una gran masa de gente se acercó al estadio para apoyar al equipo.
2010 sería otro año donde se vuelve a repetir una campaña baja para los Andes que no logró pelear los puestos de Ascenso.
En 2011 Los Andes derrota en el Gallardón a Central Córdoba (Rosario) en la promoción y logra salvarse de descender a la Primera C, categoría en la que nunca militó en su historia. De esa pobre campaña se destacó también el Clásico ganado a Temperley por 2 a 1 con un especial gol de Jonathan Tridente.
En el 2012 Los Andes logra llegar a los puestos del Reducido pero no logra pasar la primera fase luego de caer contra Nueva Chicago en Mataderos. Ese mismo año también presenta su renuncia Raúl Cascini por malos resultados y asumiría Felipe De La Riva.
El año 2013 será un año recordado para el hincha de Los Andes ya que en el Clásico contra Temperley que se jugó en el Eduardo Gallardón, más de 20.000 hinchas "Milrayitas" dijeron presente. Partido que no solo se vivió como una fiesta para el simpatizante de Los Andes, sino que es considerado como uno de los partidos de mayor convocatoria de los últimos años de la B Metropolitana. A fines de ese mismo año Los Andes sufre duros castigos por parte de AFA, debido a la interna generada en la barra y la renuncia del presidente de la institución Oscar Ferreyra luego de que su casa había sido baleada, el club de Lomas de Zamora sería castigado con partidos con solo socios y en días de semana con horarios laborales.
El 17 de febrero del 2014 asume Fabián Nardozza la dirección técnica, a raíz de la renuncia de Felipe De La Riva luego de perder contra Flandria por 4 a 0 de visitante.

### Regreso a la B Nacional 2014
Los Andes volvería a dar una vuelta olímpica el 19 de noviembre del año 2014, luego de ganarle 3 a 1 a Almagro en el Eduardo Gallardón, el conjunto de Lomas termina saliendo campeón de la Primera B Metropolitana 2014, como puntero de la Zona B con 41 puntos y logra ascender de forma directa junto con Chacarita, puntero de la Zona A.
Desde los comienzos del torneo Los Andes supo llevar ventaja sobre sus rivales. En una zona donde se encontraban equipos como Deportivo Morón, Platense y Almagro, el  "Milrayitas" no tuvo problema en ponerse a la pelea del campeonato. Con su primer partido con victoria 1 a 0 ante Villa San Carlos por la Fecha 1 en el Gallardón empezaría el camino del conjunto de Lomas hacia el tan ansiado ascenso.
Tras quedar libre en la fecha 2, Los Andes volvería a ganar por 1 a 0 al Deportivo Morón en el Nuevo Francisco Urbano, en la fecha 3 Los Andes gana de local contra el Deportivo Armenio por 4 a 0. El equipo sufre una recaída después de conseguir dos empates consecutivos, 1 a 1 tanto de visitante contra Barracas Central en la fecha 4 y Comunicaciones de local en la fecha 5. No es hasta la fecha 6 donde Los Andes volvería al triunfo al vencer a Platense por 2 a 0 en Vicente López. En la fecha 7 derrota a Acassuso en el Gallardón por 2 a 1, en la fecha 9 por 2 a 0 derrota a UAI Urquiza de visitante, en la fecha 10 Los Andes vuelve a empatar de local, esta vez contra Sportivo Italiano; ese empate se vería compensado con dos victorias de visitantes al hilo, tanto el 1 a 0 contra Almagro en la fecha 11 y 2 a 1 a Villa San Carlos en la fecha 12 ya comenzando la segunda rueda.
El equipo de Fabián Nardozza venía teniendo una racha invicta; luego de quedar libre, en la fecha 14 empató de local 0 a 0 contra el Deportivo Morón, de ahí vendría una victoria por 2 a 0 contra el Deportivo Armenio de visitante en la fecha 15.
Los Andes vuelve a tener dos empates seguidos de vuelta contra Barracas Central por la fecha 16 y Comunicaciones por la fecha 17. En la fecha 18 vence a Platense por 1 a 0 en el Gallardón y se preparara para la fecha 19 donde visitaba a Acassuso, su perseguidor en la punta. Los Andes logra un empate por 2 a 2 contra "Ssuso", importante para el "Milrayitas", no solo porque se pudo remontar un 2 a 0 abajo, sino también que Acassuso venía segundo en la tabla y gracias al empate no logran superar al equipo de Lomas de Zamora en la punta.
En la fecha 20 Los Andes pierde el invicto contra la UAI Urquiza por 2 a 1 en el Gallardón, resultado que afectaría anímicamente al plantel. En la fecha 21 Los Andes visita a Sportivo Italiano con las chances de ascender; sin embargo el equipo de Lomas solo logra un empate 1 a 1. De esta manera esperaría hasta la fecha 21 donde recibe a Almagro para tener otra oportunidad de ascenso. Ya en esa fecha y ante miles de hinchas "Milrayitas" Los Andes empezaría perdiendo 1 a 0 contra el "Tricolor" con gol de Damián Arce, pero los dirigidos de Nardozza logran dar vuelta el resultado con dos goles de Alejandro Noriega y uno de Cristian Soria, siendo triunfo de Los Andes por 3 a 1 y consiguiendo el ascenso a la B Nacional.
En esa campaña se destacaron jugadores como Alejandro Noriega, Maximiliano Gagliardo, Juan Pablo Segovia, Fernando Lorefice, Diego Galeano, Daniel Franco, Diego Cisterna, Ricardo Vera, Gustavo Ruiz Díaz, entre otros bajo la dirección técnica de Fabián Nardozza.
Los Andes da la vuelta después de mucho tiempo en el Eduardo Gallardón con su gente y regresa a la B Nacional saliendo campeón ante una gran multitud de hinchas. Hubo miles de festejos en la ciudad de Lomas de Zamora y hasta el día de hoy los simpatizantes del club siguen recordando y festejando con alegría ese ascenso, ya que para Los Andes fue un desahogo después de muchas malas campañas y momentos malos en la institución.
En el 2015 Vivo por Los Andes, el medio más importante que tiene hoy el club saco el DVD "Los Andes Campeón 2014", donde se muestra toda la campaña del "Milrayitas" hasta el ascenso.
| Alineación: - Maximiliano Gagliardo - Fernando Lorefice - Luis Zeballos - Emanuel Martínez - Daniel Franco - Maximiliano García - Diego Galeano - Maximiliano Barreiro - Ricardo Vera - Juan Pablo Segovia - Alejandro Noriega - DT: Fabián Nardozza |  | Ascenso 2014 Gagliardo Barreiro Segovia Martínez García Cisterna Lorefice Vera Zeballos Noriega Galeano |
| Ascenso 2014 Gagliardo Barreiro Segovia Martínez García Cisterna Lorefice Vera Zeballos Noriega Galeano |  | |

### Copa Argentina 2015
Los Andes disputa la Primera B Nacional, donde en el 2015 logró la mejor campaña de los ascendidos del año pasado y una aceptable participación en la Copa Argentina, pasando por primera vez la fase de Grupo derrotando a Fénix en el Eduardo Gallardón por 2 a 0 con goles de Fernando Lorefice y Diego Galeano; en segunda fase también derrotaría por penales a General Lamadrid en su cancha por 4 a 2, así el "Milrayitas" avanza a la siguiente instancia de la copa donde se enfrentaría a Crucero Del Norte en cancha de Lanús. Ante en una gran multitud de hinchas de Lomas los dirigidos por Nardozza volverían a salir victoriosos por dos goles del juvenil Fernando Gutiérrez, eliminando al equipo misionero por 2 a 0 y pasando por primera vez a los 16 avos, en donde Los Andes termina cayendo por penales contra Ferro 4 a 1 luego de un empate 3 a 3 en el Estadio Julio Humberto Grondona. Los Andes queda eliminado sin perder ningún partido de la copa en los 90 minutos.

### Campeonato B Nacional 2015
En el Campeonato de B Nacional 2015 Los Andes termina haciendo una buena campaña de 54 Puntos e incluso llegó a estar en la punta por varias fechas y peleando los puestos de reducido, con victorias importantes en el Gallardón como el 1 a 0 a Chacarita Juniors, el 4 a 1 a Independiente Rivadavia, el 5 a 2 a Douglas Haig y el 1 a 0 a Atlético Tucumán. Mientras que de visitante al equipo de Nardozza le costaba más. destacando la Victoria a Juventud Unida (G) por 1 a 0, a Chacarita Juniors por 2 a 1 y el empate con Guillermo Brown por 3 a 3.
Los últimos partidos del "Milrayitas" en el torneo tuvo muchos altibajos, perdiendo así la punta y quedándose afuera del reducido; también se destaca una dura derrota con Atlético Tucumán en el Estadio Monumental José Fierro por 5 a 0, donde el Decano se termina consagrando Campeón.
El último partido de Los Andes del torneo termina siendo un empate 2 a 2 con Guillermo Brown en el Eduardo Gallardón, logrando con ese empate clasificar a la Copa Argentina 2016.
La mayoría de los partidos de Los Andes de ese campeonato fueron transmitidos por Fútbol para Todos, dónde el Bambino Pons apoda al equipo como "Los Andes de los Milagros" debido a las muchas ocasiones que el equipo logró empatar o dar vuelta un resultado a su favor en momentos complicados.

### Campeonato B Nacional 2016/17
A fines del 2015 Fabián Nardozza dimite de su cargo como técnico y se despide del club junto con varios jugadores del plantel campeón, su cargo lo ocuparía Felipe De La Riva por segunda vez en 2016.
Ese mismo año Felipe De La Riva presentó su renuncia y Los Andes termina haciendo una campaña floja a pesar de haber llegado a los 30 puntos y de obtener importantes victorias como frente a All Boys en Floresta, Nueva Chicago en Mataderos y Ferro Carril Oeste en Caballito.
Aníbal Biggeri fue el DT luego de la salida de Marcelo Barrera debido a los malos resultados del equipo en el comienzo del Campeonato de Primera B Nacional 2016-17.

### Copa Argentina 2016
Los Andes disputó la Copa Argentina 2016, en la que le gana a Sarmiento de Junín 2 a 1 en el Estadio Julio Humberto Grondona con presencia de miles "Milrayitas" alentando. Ya en los 16avos de final se jugaría un partido más que trascendental para el equipo de Lomas de Zamora contra Estudiantes de La Plata en el Estadio Ciudad de Lanús. Sin dudas un partido que para el hincha y simpatizante de Los Andes fue histórico, ya que se trataba de la vuelta de volver a jugar contra uno de los equipos más grandes de América; a pesar de la derrota donde el "Pincha" termina ganando por 2 a 0 con goles de Lucas Viatri y Lucas Rodríguez, más de 12.000 hinchas de Lomas dijeron presente en la "Fortaleza", siendo elogiados por muchos medios deportivos por la cantidad de gente que llevó para ser un equipo de la Segunda División.

### Homenaje a Chapecoense
El 5 de diciembre del 2016  Los Andes rindió tributo al club Chapecoense, llevando su escudo en la camiseta que utilizó el "Milrayitas" en el partido contra Argentinos Juniors en el Estadio Diego Armando Maradona por la fecha 18 de la B Nacional, uniéndose a la mayoría de los clubes del mundo que homenajearon al equipo brasileño a raíz del accidente que sufrió en el Vuelo 2933 de LaMia.

### Descenso a la B Metropolitana
El 30 de marzo de 2019 vence a Club Atlético Temperley por 1 a 0 en el Estadio Gallardon, el sábado 20 de abril de 2019, Los Andes pierde la categoría luego de una muy mala campaña. Su último partido fue una derrota 3 a 0 de visitante contra Deportivo Moron condenándolo a jugar la Primera B Metropolitana de la temporada 2019-20, siendo este el noveno descenso de la institución.
En todo el torneo pasaron en total 3 técnicos: Gabriel Lobos (en reemplazo de Sergio Rondina), Aníbal Biggeri, y por último Juan Carlos Kopriva.
Cabe destacar que solo se ganaron 4 partidos, se empataron 8 y se perdieron 12, siendo una de las peores campañas de Los Andes en su regreso a la B Nacional.

## Clásicos y rivalidades

### Clásico Banfield-Los Andes
El clásico rival histórico de Los Andes es el Club Atlético Banfield, de la vecina ciudad homónima. La rivalidad nace en los primeros tiempos de la era profesional del fútbol argentino. Han jugado 56 partidos, con 12 partidos ganados por el milrayitas, 22 por el taladro y 22 empates, con una ventaja en el historial para el conjunto banfileño. de la vecina ciudad de Lomas de Zamora, con el cual ya comenzó a rivalizar en los inicios de la era profesional del fútbol argentino.

#### Historial
| Partidos jugados | Ganados por Banfield | Empates | Ganados por Los Andes |
| ---------------- | -------------------- | ------- | --------------------- |
| 56               | 22                   | 22      | 12                    |

### Clásico de Lomas
También disputa el Clásico de Lomas con el Club Atlético Temperley. El primer partido que se jugó fue el 22 de julio de 1939, con victoria para los milrayitas por 3 a 1 en cancha de Temperley, con goles de Manuel Da Graca, Eduardo Garrafa y Pedro Edwards para la visita, mientras que Simon Mathias descontó para el local. A febrero de 2021, han disputado 98 encuentros: 40 triunfos para Los Andes, 32 victorias para Temperley, y empates en 26 ocasiones, llevando el Milrayitas una ventaja de 8 partidos. El historial ha sido mayoritariamente liderado desde sus comienzos por Los Andes.

#### Historial
| Partidos jugados | Ganados por Los Andes | Empates | Ganados por Temperley |
| ---------------- | --------------------- | ------- | --------------------- |
| 98               | 40                    | 26      | 32                    |

### Clásico Los Andes-Talleres (RdE)
Talleres logró su quinto triunfo al hilo. Entonado por su triunfo del viernes en el clásico frente a Los Andes.Clarín, 28 de abril, 2005.

Se enfrenta en otro añejo y tradicional clásico barrial de Zona Sur con Talleres (RdE). Disputaron su primer duelo hace 86 años, el 29 de abril de 1939 en Timote y Castro por la quinta fecha del torneo de segunda división con triunfo del rojo de Escalada por 4 a 2. La convivencia barrial de sus aficionados género una muy fuerte enemistad por la cercanía de 4,7 kilómetros entre ambos estadios y el amplio historial de partidos disputados.
Los Andes recibe a Talleres en un añejo clásico de barrio.Fútbol en Mil Rayitas, 9 de agosto de 2019.
La relación entre ambas parcialidades era pacífica pero hace 49 años, en 1976 por la octava fecha del campeonato de Primera B el árbitro Eduardo Melidoni recibió una agresión a muy pocos metros del Estadio Eduardo Gallardon, se suspendió el encuentro, el equipo de Escalada reclamó y la AFA le dio por ganado el duelo a Talleres por 1-0 de un cotejo no disputado y suspendió el estadio de Los Andes pasando de la buena relación al odió.
Así nació la rivalidad entre hinchas y dirigentes precedida de numerosos incidentes entre ambas parcialidades, que se fue acrecentando al transcurrir las décadas.

Esta tarde, en la cancha de El Porvenir, se jugaba el clásico del sur de la Primera B entre Talleres (RdE) y Los Andes. 
Pero, antes del arranque del partido, los hinchas de Talleres, que se dirigían en micros custodiados por la policía, se bajaron antes del estadio al ver a la hinchada del Milrayitas y se trenzaron en la Avenida Hipólito Irigoyen.
La marea de piedrazos. Habría 50 heridos, uno de ellos de bala de goma en la zona abdominal, detenidos y varios automóviles dañados. Fuentes policiales de la Comisaría 1a. de Lanús señalaron que cinco personas fueron trasladadas al Hospital de esa localidad y que hay un número no determinado de detenidos.
El árbitro, sin ser notificado por estos incidentes comenzo el partido. Luego, el encuentro fue suspendido pero luego se decidió reanudarlo. Finalmente, el clásico finalizó 4-0, con los tantos de Matías Pérez García, Roberto González (2) y Eduardo Oviedo.
Extracto diario Clarín, 23 de febrero, 2007.  

El pico de mayor violencia del clásico fue el 15 de febrero de 2007 donde ambas parcialidades se enfrentaron en las inmediaciones del estadio de El Porvenir que dejó la secuela de 50 heridos, los medios nacionales reflejaron la gravedad de los hechos y lo denominaron "La batalla de Gerli".Clarín, Redacción (16 de febrero de 2007). «La furia y el descontrol se adueñaron de Gerli». Clarín. Consultado el 14 de diciembre de 2023.</ref>

#### Historial
| Partidos jugados | Ganados por Los Andes | Empates | Ganados por Talleres |
| ---------------- | --------------------- | ------- | -------------------- |
| 90               | 35                    | 25      | 30                   |

### Rivalidades destacadas
- Chacarita Juniors[70]
- Quilmes[71]
- Almirante Brown[68][72]
- Lanús[73]

#### Otras rivalidades
También sostiene una fuerte rivalidad con Tigre y Nueva Chicago.

#### Afinidades
Los Andes sostiene una gran amistad con el Club Atlético Platense

## Presidentes
| Presidentes |
| |
| - 1917-1917 Adolfo Langet - 1917-1919 Marcos Panizzi - 1920-1921 Eduardo Gallardón - 1922-1923 Santiago Nieco - 1923-1924 Juan Eugui - 1924-1925 Juan A.E. De Grazia - 1925-1926 Horacio V. Palacios - 1926-1928 Ángel Gennari - 1928-1930 Francisco Márquez - 1930-1931 Eduardo Gallardón - 1931-1932 Dardo N. Alegre (*) - 1933-1934 Eduardo Gallardón - 1934-1938 Carlos Agosti - 1938-1942 José Emilio Righi - 1942-1943 Eduardo Gallardón - 1943-1945 Dr. Amadeo Di Leo - 1945-1946 José Cortina - 1947-1948 Vicente Samaniego - 1948-1952 Eduardo Gallardón - 1952-1953 Esteban H. Ceriani - 1953-1959 Eduardo Gallardón - 1959-1960 Vicente Samaniego - 1960-1961 Eduardo Gallardón - 1961-1963 José Santiago Gianelli - 1963-1965 Mario Heriberto Descole - 1965-1967 Carlos Agosti - 1967-1969 Carlos Salmerón - 1969-1970 Douglas A. Bockett Pough - 1970-1970 Julio Schcolnick - 1970-1971 Eduardo Gallardón - 1972-1973 Dr. Daniel Rava - 1973-1976 Carlos Gulla - 1976-1982 Alberto Julio Jamardo - 1983-1985 Carlos Gulla - 1985-1987 Ricardo Álvarez - 1988-1990 Roque Mancini - 1991-1992 Juan José Roma - 1992-1993 Enrique Gutiérrez - 1994-1996 Dr. Alfredo Hajnsek - 1996-1999 Armando Tedesco - 1999-2003 Hugo Van Schilt - 2003-2005 Dr. Vicente Rudi - 2005-2009 Jorge Chizzini - 2009-2011 Dr. Vicente Rudi - 2011-2013 Pablo Paladino - 2013-2014 Oscar Ferreyra - 2014-2015 Carlos Sierra - 2015-2017 Oscar Ferreyra - 2017-2018 Jorge Chizzini - 2018-2019 Hernán Celona - 2019-2023 Víctor Grosi - 2023-presente Omar Plaini |
| |

(*) = Por licencia de Eduardo Gallardón.

## Infraestructura

### Estadio
El Estadio Eduardo Gallardón es el estadio de Fútbol en el cual el Club Atlético Los Andes hace de local en el torneo Primera B Nacional. Fue inaugurado el 28 de septiembre de 1940, con una capacidad para 38.000 espectadores. Ubicado en la avenida Santa Fe, en Lomas de Zamora, Buenos Aires. El primer partido allí disputado fue el que jugó el Club Atlético Los Andes contra Temperley, venciendo el local por 2 a 1. Es considerado como uno de los estadios con más capacidad de gente del ascenso.
Equipos como Boca Juniors, River Plate, San Lorenzo, Independiente, Racing  e incluso equipos Internacionales como Independiente Santa Fe y la Selección de Trinidad y Tobago son de los tantos clubes que llegaron a jugar contra Los Andes en el Gallardón.
También el estadio fue sede del último recital de Sumo, la banda de Luca Prodan antes de su muerte unos días después en 1987.
Una característica destacada por la gente que visita el estadio es que la tribuna visitante es más grande que la local.

### Institucional
El club cuenta con una sede social, escuela de nivel primario y secundario llamada "Los Bichitos Rojos" y un predio ubicado en Villa Albertina, en la localidad de Lomas de Zamora. También Los Andes dispone de una oficina de atención al socio, un local de marketing del club llamado "Lomas Manía", cancha de tenis, cancha de hockey y de fútbol con césped sintético, un buffet ubicado en la sede social, pensiones para los jugadores de inferiores y un gimnasio de gran capacidad.
Las actividades que se realizan son las siguientes :
- Hockey
- Vóley
- Tenis
- Básquet
- Futsal
- Boxeo
- Patín Artístico
- Rugby
- Natación
- Taekwondo
- Running
- Fútbol Sénior
- Baby Fútbol
- Batucada
- Danza

#### Filiales y Peñas
Los Andes también cuenta con varias Peñas. Entre las más destacadas se encuentran
- Peña "Partido De La Costa" (Santa Teresita)
- Peña "Neuquén" (Neuquén)
- Peña "Capital Federal" (Capital Federal)
- Peña "de las sierras Hector A. Franchoni" (Tandil)
- Peña "España" (España)

### Sede Social
La Sede se ubica en Av. Hipólito Yrigoyen 9549 y se caracteriza por ser una de las sedes deportivas y sociales de un club más grandes de la localidad. Allí además se realizan entrenamientos de diferentes disciplinas deportivas, como: vóley, taekwondo, ajedrez, natación, gimnasia artística y básquet. De igual manera, es allí donde también se encuentra la pensión para jugadores de las divisiones inferiores del club y un gimnasio, que es propiedad compartida del Club Atlético Los Andes y la empresa privada On Fit.
El 2 de diciembre del 2013 la sede es afectada por las consecuencias de un terrible temporal, sufriendo destrozos y muchas perdidas, entre ellas la pileta de la colonia de verano que fue gravemente dañada a raíz del temporal.
La sede vuelve a abrir sus puertas gracias a la ayuda de una gran cantidad de socios e hinchas que trabajaron para reparar casi todos los daños causados en la sede, logrando así su reinauguración a finales del 2015 e´ incluyendo muchas más actividades.

### Instituto Ejército de Los Andes
Cuenta con un establecimiento educativo propio, el Jardín de Infantes “Bichito Rojo”, propiedad del Club Atlético Los Andes, creado en 1972 bajo el nombre de “Colonia Jardinera Bichito Rojo”. Actualmente posee escuela primaria y secundaria.

## Uniforme
- Uniforme Titular: Camiseta con rayas verticales rojas y blancas angostas, pantalón rojo y medias blancas.
- Uniforme Alternativo: Camiseta negra, pantalón negro y medias negras.
- Uniforme Tercero: Camiseta roja, pantalón rojo y medias rojas.

| Titular | Alternativo | Tercero |  |

### Evolución del uniforme
| Titular 10-11 | Alternat. 10-11 | Titular 2011 | Alternat. 2011 | Titular 11-12 | Alternat. 11-12 | Titular 12-13 | Alternat. 12-13 | Tercero 12-13 |  |

| Titular 13-14 | Alternat. 13-14 | Tercero 13-14 | Titular 14-15 | Alternat. 14-15 | Titular 2015 | Alternat. 2015 | Tercero 2015 | Especial 2015 |  |

| Titular 2016 | Alternat. 2016 | Tercero 2016 | Titular 16-17 | Alternat. 16-17 | Tercero 16-17 | Tit. 100 años | Alt. 100 años | 3.º 100 años |  |

| Titular 2017 | Alternat. 2017 | Titular 17-18 | Alternat. 17-18 | Titular 18-19 | Alternat. 18-19 | Titular 19-22 | Alternat. 19-22 | Tercero 19-22 |  |

| Titular 22-23 | Alternat. 2023 | Titular 23-24 | Alternat. 23-24 | Tercero 23-24 |  |

### Indumentaria y patrocinador
| Período       | Logo                                                 | Proveedor | Patrocinador/es                           |
| ------------- | ---------------------------------------------------- | --------- | ----------------------------------------- |
| 1980 -1981    |                                                      | Olimpia   | Financiera Lomfina                        |
| 1982          |                                                      | Topper    | Papeltex                                  |
| 1983          | M1 Windsan                                           | Topper    |                                           |
| 1984          | M1 Windsan                                           |           | Adidas                                    |
| 1985          |                                                      | Nanque    | Le Paradis                                |
| 1986-1987     | Vinos Balboa                                         | Nanque    |                                           |
| 1987-1988     | Nanque                                               | Nanque    |                                           |
| 1988-1989     |                                                      | ED        | Cardio                                    |
| 1989-1990     | Ciprem                                               | ED        |                                           |
| 1990-1991     | Pinturerías Omar                                     | ED        |                                           |
| 1991-1993     | Femeba Salud                                         | ED        |                                           |
| 1993-1994     | Pepsi                                                | ED        |                                           |
| 1994-1995     |                                                      | Puma      | Talacasto                                 |
| 1995-1998     | ESCO                                                 | Puma      |                                           |
| 1998-2000     | ESCO                                                 |           | New Balance                               |
| 2000          |                                                      | ED        | HC Personal                               |
| 2000-2001     |                                                      | Signia    | HC Personal                               |
| 2001-2002     | CartaSur                                             | Signia    |                                           |
| 2002          | CartaSur                                             |           | ED                                        |
| 2003          |                                                      | Reusch    | Antártida Seguros                         |
| 2004-2006     |                                                      | Nanque    | Liderar Seguros                           |
| 2006          | Paseo de Compras Punta Mogotes                       | Nanque    |                                           |
| 2007          | Paseo de Compras Punta Mogotes                       |           | Erreà                                     |
| 2007-2010     | Bingo Lomas                                          |           | Erreà                                     |
| 2010          | Bingo Lomas                                          |           | Sport 2000                                |
| 2011          | Bingo Lomas / Polacrín                               |           | Sport 2000                                |
| 2011-2012     | Liderar Seguros / Polacrín / Pozo                    |           | Sport 2000                                |
| 2012-2014     | Liderar Seguros / Befol / Pozo                       |           | Sport 2000                                |
| 2014-2015     |                                                      | Ohcan     | Liderar Seguros / Banco Provincia / Befol |
| 2015          | Bingo Lomas / Banco Provincia / Befol                | Ohcan     |                                           |
| 2016          | Bingo Lomas / Municipio de Lomas de Zamora Chevrolet | Ohcan     |                                           |
| 2016-2017     | Municipio de Lomas de Zamora                         | Ohcan     |                                           |
| 2017          | Municipio de Lomas de Zamora                         | Ohcan     |                                           |
| 2017-2018     | Municipio de Lomas de Zamora                         |           | Mitre                                     |
| 2018-2019     | Municipio de Lomas de Zamora / Escudo Seguros        |           | Mitre                                     |
| 2019-2021     | Liderar Seguros / Secco                              |           | Mitre                                     |
| 2022          | Liderar Seguros / Ética+                             |           | Mitre                                     |
| 2023-2024     | CartaSur                                             |           | Mitre                                     |
| 2025-presente | Sur Finanzas                                         |           | Mitre                                     |

## Simbología y área social

### Apodo
Al igual que ocurre en otros países donde este deporte goza de gran popularidad, en el fútbol argentino existe una tradición de apodar a los equipos por sus rasgos característicos. En el caso del Club Atlético Los Andes, su apodo es "Mil Rayitas", debido a que desde sus orígenes su escudo y camisetas han tenido rayas verticales.

### Hinchada
En 2014 a raíz de una interna la barra se divide en "La Nueva Banda" y "La Descontrolada de José".
Actualmente llevan el nombre de "La Banda de Los Andes" en el 2016, ya habiendo la barra solucionado la interna. 
Entre los hinchas famosos de Los Andes se encuentran: Martín Bossi (humorista), Jazmin de Grazia (modelo fallecida en el 2012), Daniel Datola (guionista y humorista), Pablo Paladino (hombre importante de Fútbol Para Todos), Willy Blanco (periodista deportivo), Patón Basile (boxeador) entre otros.

#### Carlos Gardel socio honorífico
El famoso tanguero Carlos Gardel brindo un show el 11 de septiembre de 1933, organizado por Los Andes. Se hizo en el Teatro Español, que quedó chico. Tuvieron que abrir el hall para que la gente que estaba en la calle pudiera escuchar algo. Gardel llegó al teatro con la estrella del turf Francisco Maschio y esa noche hubo otros números: actuó un trío "sinfónico cómico" llamado Corbalán y sus Pibes y pasaron una película llamada Torero a la Fuerza. Los Andes nombró socio honorario al cantor, algo que quedó acreditado por una carta que Eduardo Gallardón le entregó a la madre en la casa de la calle Jean Jaures, al día siguiente. También le alcanzó una guitarra que se había olvidado.[cita requerida]

#### Día internacional del hincha
Cada 23 de mayo, los hinchas de Los Andes festejan el "Día Mundial del Hincha de Los Andes". La fecha conmemora la recuperación de la Sede Social del club por parte de los simpatizantes y la "Agrupación 23 de mayo" conocida como "Grupo Sede" compuesta por un gran par de hinchas del Milrayitas.
Entre los festejos se destaca el 23 de mayo del 2016, donde una gran multitud de hinchas y simpatizantes de Los Andes hicieron un banderazo desde la Plaza Libertad hasta la Sede del club, movilizando toda la ciudad y haciendo una fiesta para celebrar su día.

### Centenario
El 1 de enero del 2017 Los Andes festejó sus 100 años de vida con una gran fiesta que se realizó en el Eduardo Gallardón ante una multitud de hinchas.
La fiesta del centenario empezó con una caravana desde la Sede Social hasta llegar al Estadio Eduardo Gallardón para comenzar a celebrar los 100 años con un escenario en el campo de juego.
Asistieron referentes del club como Gabriel Lobos, Abel De Graca, Maximiliano Gagliardo, Darío Sala, Diego Galeano, Alejandro Noriega, José Serrizuela, Juan Carlos Díaz, Hugo Aimetta, entre otros.
Uno de los momentos más emotivos fue el homenaje a Jorge Ginarte, con la confirmación que la tribuna "Portela" lleve su nombre en su honor.
La celebración terminó con fuegos artificiales y show en vivo de la banda Nene Malo, concluyendo así el cumpleaños número 100 de Los Andes ya convertido en un club con historia centenaria.

### Videojuegos
Los Andes ha aparecido en los siguientes videojuegos:

#### Football Manager
- Football manager 2016
- Football manager 2017
- Football manager 2018
- Football manager 2019

#### PC Fútbol
- PC Fútbol 2000
- PC Fútbol Clausura 2000
- PC Fútbol 2001

#### OSM
- OSM (Online Soccer Manager)

## Jugadores

### Plantel 2025
- Actualizado el 26 de junio de 2025

- Los equipos argentinos están limitados a tener un cupo máximo de seis jugadores extranjeros, aunque solo cinco podrán firmar la planilla del partido

#### Altas
| Invierno            |                |                             |          |
| Facundo Echevarría  | Delantero      | Defensa y Justicia          | Préstamo |
| Matías González     | Delantero      | Godoy Cruz de Mendoza       | Préstamo |
| Verano              |                |                             |          |
| Mariano Monllor     | Guardameta     | Ferro                       | Libre    |
| Franco Rivasseau    | Guardameta     | Patronato de Paraná         | Préstamo |
| Agustín Bellone     | Defensa        | Chaco For Ever              | Libre    |
| Emanuel Díaz        | Defensa        | Argentino de Monte Maíz     | Libre    |
| Brian Leizza        | Defensa        | Tigre                       | Préstamo |
| Francisco Marco     | Defensa        | Defensa y Justicia          | Préstamo |
| Román Riquelme      | Defensa        | Argentinos Juniors          | Préstamo |
| Lautaro Álvarez     | Centrocampista | Gimnasia y Esgrima La Plata | Préstamo |
| Carlos Arce         | Centrocampista | Barracas Central            | Préstamo |
| Marcos Brítez Ojeda | Centrocampista | Argentino de Monte Maíz     | Libre    |
| Guillermo Pereira   | Centrocampista | Deportivo Riestra           | Libre    |
| Brian Quintana      | Centrocampista | Sol de América              | Libre    |
| Tomás Sives         | Centrocampista | Defensa y Justicia          | Préstamo |
| Mauricio Asenjo     | Delantero      | Independiente Rivadavia     | Libre    |
| Mateo Cardozo       | Delantero      | Gimnasia y Esgrima La Plata | Préstamo |
| Enzo Díaz           | Delantero      | Deportes Antofagasta        | Libre    |
| Enzo Luna           | Delantero      | Huracán                     | Préstamo |
| Tomás Pérez         | Delantero      | Racing                      | Préstamo |
| Tomás Rambert       | Delantero      | Independiente               | Préstamo |

#### Bajas
| Invierno            |                |                             |                       |
| Darío Balmaceda     | Guardameta     | Agente libre                | Rescisión de contrato |
| Brian Quintana      | Centrocampista | Agente libre                | Rescisión de contrato |
| Mateo Cardozo       | Delantero      | Gimnasia y Esgrima La Plata | Fin del préstamo      |
| Verano              |                |                             |                       |
| Nicolás Dormisch    | Guardameta     | Agente libre                | Fin de contrato       |
| Robertino Canavesio | Defensa        | Estudiantes de San Luis     | Fin de contrato       |
| Horacio Igarzábal   | Defensa        | Excursionistas              | Fin de contrato       |
| Luciano Maidana     | Defensa        | Kifisia                     | Fin de contrato       |
| Gastón Martínez     | Defensa        | Real España                 | Fin de contrato       |
| Federico Rotela     | Defensa        | Crucero del Norte           | Rescisión de contrato |
| Agustín Allione     | Centrocampista | Agente libre                | Fin de contrato       |
| Taiel Arancibia     | Centrocampista | Agente libre                | Rescisión de contrato |
| Ezequiel Gallegos   | Centrocampista | Olimpo de Bahía Blanca      | Fin de contrato       |
| Leonardo López      | Centrocampista | Argentino de Monte Maíz     | Fin de contrato       |
| Kevin Miño          | Centrocampista | Agente libre                | Fin de contrato       |
| Lautaro Torres      | Centrocampista | Colegiales                  | Rescisión de contrato |
| Manuel Brondo       | Delantero      | Argentinos Juniors          | Fin del préstamo      |
| Matías González     | Delantero      | Godoy Cruz de Mendoza       | Fin del préstamo      |
| Ivo Kestler         | Delantero      | Leones del Norte            | Fin de contrato       |
| Alejo Sanabria      | Delantero      | Acassuso                    | Fin de contrato       |

#### Cesiones
| Jugador | Posición | Destino | Fin del préstamo |
| ------- | -------- | ------- | ---------------- |
| -       | -        | -       | -                |

## Datos del club

### Trayectoria
Actualizado hasta la temporada 2025 inclusive.
Total de temporadas en AFA: 106.
 Aclaración: Las temporadas no siempre son equivalentes a los años. Se registran cuatro temporadas cortas: 1986, 2014, 2016 y 2020.
- Temporadas en Primera División: 6 (1961, 1968-1971, 2000/01)
- Temporadas en Segunda División: 64
  - en Intermedia: 4 (1923-1926)
  - en Segunda División: 2 (1933-1934)
  - en Primera B: 38: (1939-1941, 1944-1954, 1958-1960, 1962-1967, 1972-1986)
  - en Primera Nacional: 20 (1986/87-1989/90, 1994/95-1999/00, 2001/02-2003/04, 2008/09, 2015-2018/19, 2025)
- Temporadas en Tercera División: 36
  - en Segunda División: 1 (1922)
  - en Intermedia: 6 (1927-1932)
  - en Tercera División: 9 (1935-1938, 1942-1943, 1955-1957)
  - en Primera B Metropolitana: 20 (1990/91-1993/94, 2004/05-2007/08, 2009/10-2014, 2019/20-2024)

### Participaciones en Copa Argentina
| Año                    | Ronda            | PJ | PG | PE | PP | GF | GC | DG |
| ---------------------- | ---------------- | -- | -- | -- | -- | -- | -- | -- |
| Copa Argentina 1969    | Primera ronda    | 2  | 1  | 0  | 1  | 1  | 2  | -1 |
| Copa Argentina 1970    | Primera ronda    | 2  | 0  | 2  | 0  | 0  | 0  | 0  |
| Copa Argentina 2011/12 | 2.ª Eliminatoria | 1  | 0  | 1  | 0  | 0  | 0  | 0  |
| Copa Argentina 2012/13 | 2.ª Eliminatoria | 1  | 0  | 0  | 1  | 0  | 1  | -1 |
| Copa Argentina 2013/14 | Fase Inicial IV  | 3  | 2  | 1  | 0  | 6  | 2  | +4 |
| Copa Argentina 2014/15 | 16avos de final  | 4  | 2  | 2  | 0  | 9  | 5  | +4 |
| Copa Argentina 2015/16 | 16avos de final  | 2  | 1  | 0  | 1  | 2  | 3  | -1 |
| Total                  | 7/7              | 15 | 6  | 6  | 3  | 18 | 13 | +5 |

### Divisiones de AFA disputadas por año
- Mejor puesto en un campeonato:
  - División Intermedia (tercer nivel): 1927 - 1.º en la Zona Sud "Sección A".[83]
  - Segunda División (segundo nivel): 1934 - 1.º en Segunda División Zona "A".
  - Tercera División: 1937 - 1.º en la Zona "B".
  - Tercera División: 1938 - 1.º
  - Primera C: 1957 - 1.º
  - Primera B: 1960 - 1.º
  - Primera División: 1968 - 6.º en el Campeonato Metropolitano Zona "B".
  - Primera B Nacional: 1999/2000 - 3.º en la B Nacional 1999/2000 Zona Metropolitana.
  - Primera B Metropolitana: 2014 - 1.º Zona "B".
- Peor puesto en un campeonato:
  - Primera División: 2000/2001 - 18.º
  - Primera B Nacional: 2008/2009 - 17.º
  - Primera B Metropolitana: 2010/2011 - 22º

Máximo goleador:
- Ángel Del Moro - 94 goles

Máximo goleador en Primera División:
- Alfredo Obberti - 13 goles (Goleador del Campeonato Metropolitano 1968).

Jugador con más partidos disputados:
- Oscar Giorgi - 359 partidos (12 Temporadas).

### Jugadores destacados
- Jonatan Maidana
- Esteban Fuertes
- Alfredo Obberti
- Marcos Brítez Ojeda
- Germán Denis
- Maximiliano Gagliardo
- Ezequiel Maggiolo
- Norberto Menutti
- Darío Sala
- Leandro Brey

### Entrenadores destacados
- Jorge Ginarte
- Fabián Nardozza
- Ángel Tulio Zof
- Miguel Ángel Russo
- Raúl Alfredo Cascini
- Rodolfo Della Picca
- Juan Carlos Díaz
- Jim Lopes

## Estadísticas

### Máximos goleadores
| Futbolistas         | Goles |
| ------------------- | ----- |
| Ángel Del Moro      | 94    |
| Nicolás Cuellos     | 80    |
| José Riccardi       | 66    |
| Ángel Reynoso       | 64    |
| Rubén Rojas         | 63    |
| Enrique Lanza       | 61    |
| Juan Deleva         | 59    |
| Juan Carlos Molina  | 58    |
| Adrián Czornomaz    | 53    |
| Victor Hugo Alarcon | 52    |

### Jugadores con más presencias
| Futbolistas             | Encuentros |
| ----------------------- | ---------- |
| Oscar Alberto Giorgi    | 360        |
| Nicolás Horacio Cuellos | 295        |
| Juan Carlos Molina      | 232        |
| Marcos Fidel Castro     | 227        |
| Victor Hugo Alarcon     | 196        |
| Juan Carlos Díaz        | 189        |
| Orlando Enrique Romero  | 188        |
| Horacio Alfredo Yonadis | 184        |
| Gabriel Alfredo Lobos   | 177        |
| Eduardo Pizzo           | 168        |

### Goleadas

#### A favor
En Primera División:
- 5-3 a Colón (Santa Fe) en 1971
- 5-0 a Huracán (Bahía Blanca) en 1968

En Nacional B:
- 7-1 a San Martín de San Juan en 1997
- 5-0 a Almirante Brown en 1997
- 9-0 a Unión (San Juan) en 1986

 En Primera B:
- 6-0 a Almirante Brown en 1986
- 5-2 a Almirante Brown en 1984
- 5-1 a Flandria en 1975
- 8-2 a Estudiantes (Buenos Aires) en 1946
- 5-2 a Acassuso en 1945
- 5-1 a Colegiales en 1939

 En Primera B Metropolitana:
- 5-2 a Deportivo Merlo en 2021
- 5-1 a Chacarita Juniors en 2014
- 5-0 a Talleres (Remedios de Escalada) en 2006
- 5-1 a Estudiantes (Buenos Aires) en 2005
- 6-1 a Colegiales en 1996
- 5-0 a Atlanta en 1993
- 6-2 a Atlanta en 1992
- 5-0 a San Miguel en 1992

 En Primera C:
- 10-1 a Liniers en 1957
- 8-1 a San Telmo en 1943
- 6-0 a Justo José de Urquiza en 1942
- 9-3 a Nueva Chicago en 1938

#### En contra
En Primera División:
- 0-6 vs Lanús en 2000

En Nacional B:
- 0-4 vs Juventud Unida (G) en 2016
- 0-5 vs Atlético Tucumán en 2015
- 1-7 vs Banfield en 1987

 En Primera B:
- 0-6 vs Temperley en 1966
- 0-8 vs Argentino (Rosario) en 1944
- 0-4 vs Talleres (Remedios de Escalada) en 2007

 En Primera C:
- 3-6 vs Barracas Central en 1955

## Palmarés

### Torneos nacionales
| Competiciones                       | Títulos             | Subcampeonatos |
| ----------------------------------- | ------------------- | -------------- |
| Segunda División de Argentina (1/3) | 1960                | 1934, 1977     |
| Tercera División de Argentina (3/5) | 1938, 1957, AP 2024 | 1956, 1991-92  |

### Otros logros nacionales
- Ascenso a Segunda división Petición a la AFA: 1943
- Ascenso a Primera División por Torneo Reclasificatorio (1): 1967
- Ascenso a Nacional B por Torneo Reducido (1): 1993/94
- Ascenso a Primera División por Torneo Reducido (1): 1999/00
- Ascenso a Nacional B por Promoción (1): 2007/08
- Ascenso a Nacional B por Líder Zona B (1): 2014
- Ascenso a Nacional B POR TERCER ASCENSO 2024

### Torneos amistosos
- Torneo de Honor (1): 1964
- Copa Ciudad de Mar del Plata (1): 2015